# Amy Parish
Amy Parish ist eine biologische Anthropologin, Primatologin und darwinistische Feministin. Seit 1999 lehrt sie an der University of Southern California in den Fachbereichen Geschlechterforschung und Anthropologie. Sie ist als weltweit führende Expertin für Bonobo-Studien anerkannt.

## Ausbildung
Parish schloss 1989 ein Grundstudium an der University of Michigan ab. Ihren Master of Science erwarb sie 1990 an der University of California-Davis, wo sie auch ihren Doktortitel erwarb. In ihrer Dissertation befasste sie sich unter der Leitung von Sarah Blaffer Hrdy mit dem soziosexuellen Verhalten und den Beziehungen zwischen Frauen und Männern bei Bonobos.

## Forschung
Nach ihrem Abschluss an der UCD wechselte Parish an das University College London, wo sie zusammen mit Volker Sommer über Verhaltensmuster von Tieren arbeitete. Während dieser Zeit wurde Parish zur Expertin für Bonobos. Während sie Bonobos im Wild Animal Park in San Diego untersuchte, konnte sie nachweisen, dass Bonobo-Weibchen eine deutlich Vorliebe für die Gesellschaft anderer Tiere haben. Parish wechselte an die Universität Gießen in Deutschland, wo sie sich auf das Thema Reziprozität konzentrierte.
Parish verwendet einen evolutionären Ansatz, um menschliches Verhalten zu verstehen. Seit 1999 ist Parish an der University of Southern California (USC) tätig. An der USC hat sie achtzehn verschiedene Themen in einer Reihe von Disziplinen gelehrt, darunter Anthropologie, Geschlechterforschung, Kunst und Literatur, Gesundheit und Geisteswissenschaften, Erziehungswissenschaften und Psychologie. Sie unterrichtete einen Kurs über „Liebe, Ehe und die Erfahrung, eine Ehefrau zu sein, sowie über die kulturellen Auswirkungen von Darwins Theorien“.
Im Jahr 2012 hielt sie einen Vortrag im Naturkundemuseum, in dem sie erklärte, dass „Bonobos mehr Sex haben, auf mehr Arten und aus mehr Gründen, als die meisten Menschen sich vorstellen können“. In der Wilhelma, einem Zoo in Stuttgart, beobachtete sie, wie „zwei Weibchen ein Männchen im Stuttgarter Zoo in Deutschland angriffen und seinen Penis in zwei Teile bissen“. 2013 sprach Parish am World Vasectomy Day (Welt-Vasektomie-Tag) über die Evolution der Verhütung. 2016 hielt sie eine Grundsatzrede auf dem In2In Thinking Forum, „Apes, Power, and Sex: Warum wir Krieg statt Liebe machen“.
Neben ihrer Forschungstätigkeit unterrichtet Parish Englisch an der La Jolla Country Day School.

## Darwinistischer Feminismus
Jahrhundertelang haben die überwiegend männlichen Evolutionsforscher die Bedeutung des Verhaltens weiblicher Tiere übersehen und sie als passive Konstante in einem von aggressiven Männchen dominierten Drama behandelt. Der darwinistische Feminismus begann, als Parish und ihre damalige Betreuerin Sarah Hrdy begannen, das Verhalten von Tieren neu zu bewerten. Ihr Ziel war einfach: männliche und weibliche Interessen sollten gleichermaßen berücksichtigt werden. Bei den Bonobos fand Parish eine matriarchalische Gesellschaft, die ihrer Meinung nach „der menschlichen feministischen Bewegung Hoffnung geben sollte“. Parish wurde in Angela Sainis 2017 erschienenem Buch Inferior: How Science Got Women Wrong and the New Research That’s Rewriting the Story vorgestellt.
Parish wurde im Ms Magazine sowie in den Fernsehsendern Nova, National Geographic Explorer und dem Discovery Channel vorgestellt. Ihre Forschungen waren Teil der PBS-Evolutionsbibliothek für Lehrer und Schüler. Sie hält regelmäßig öffentliche Vorträge über ihre Forschung.
Parish ist Stipendiatin des Los Angeles Institute for the Humanities. Sie ist Mitglied des Vorstands des Kids Eco Club. Sie ist die wissenschaftliche Beraterin für die Bonobo Conservation Initiative.